# Tőke Péter (újságíró)
Tőke Péter (Ikervár, 1945. január 1. – 2022. augusztus 25.) magyar újságíró, lapszerkesztő. Írói álneve Peter Sheldon;

## Életpályája
1968-ban megjelent első kisregénye. 1968–1973 között a Marxizmus-Leninizmus Esti Egyetem esztétika szakán tanult. 1969–1987 között a Hétfői Hírek munkatársa volt. Az 1970-es évek közepén a fiatal újságírók szervezetének titkára volt. 1987–1988 között a Magyar Hitelbank (MHB) szóvivője volt.
1988–1993 között a Reform Rt. alapírója és elnöke, a Reform című hetilap igazgató-főszerkesztője volt. Ezután több új sajtóvállalkozás elindítója. 1991-ben a Film Sztár című magazin, az Áldás napilap, a Három Kívánság alapítója. 1993-ban a Legényfogó című magazin megalapítója volt. 1994–1996 között a Blikk című napilap alapító-főszerkesztője. 1997–1998 között az Esti Hírlap főszerkesztőjeként dolgozott. 1999-től a Leleplező Országkrónika című könyvújság főszerkesztőjeként tevékenykedett.
A Leleplező példányai eljutottak nagykövetségekre, a washingtoni Kongresszusi Könyvtárba, Moszkvába a Lomonoszov Egyetemre, de Berlinbe, Münchenbe, Párizsba és Londonba, Kijevbe, Izraelbe és Teheránba is.

## Családja
Szülei: Tőke Péter és Miháczi Mária voltak. 1975-ben házasságot kötött Bobár Máriával. Egy lányuk született: Barbara (1984).

## Művei
- 1996 Elképesztő program
- 1997/1998 Budai milliárdosok 1-2
- 1998 Budai milliárdosok 3
- 1998 Budai milliárdosok 4
- 1999 Budai milliárdosok titkos szerelmei
- 1999 Budai milliárdosok 5
- 2000 A drogbárók ügyvédje
- 2000 Millenniumi milliárdosok
- 2001 Elnöki szeretők uralma
- 2001 Maffiózók kézikönyve
- 2002 A rendszerváltás fantomjai
- 2002 A rendszerváltás feketekönyve
- 2003 A rászedett Nagy Ő elhallgatott titkai
- 2003 Befuccsolt terror
- 2004 A rendszerváltás titkos paktumai
- 2004 Budai milliárdosok élethalálharca
- 2004 Titkos Öböl-háborúnk
- 2005 Hatalomfosztás
- 2005 Támadás az OTP ellen
- 2006 A Michelangelo-kód
- 2011 Titkos összefogás Orbán Viktor győzelméért
- 2012 Világbéke vs. világháború (több társszerzővel)
- 2013 (A Saul Alinsky könyv Drábik Jánossal:) Nem igaz, hogy Obama kergeti el Orbán Viktort
- 2015 A Kormánybuktatások kézikönyve I.
- 2015 Önvédelem a migránsok és az EU-kalifátus ellen (benne A Kormánybuktatások kézikönyve II. is)
- Tőke Péter Sheldon–Július Mohácsi: Mentsd a vagyonkád: az arany, s más is véd! A drágulások ellen rezsicsökkentés, de a hiperinfláció gyilkos. Leleplező zsebkönyv; Intermix Budapest, Budapest, 2021